# Jammu Cantonment
Jammu Cantonment is een kantonnement in het district Jammu van het Indiase unieterritorium Jammu en Kasjmir. Het behoort tot de stad Jammu.

## Demografie
Volgens de Indiase volkstelling van 2001 wonen er 30.107 mensen in Jammu Cantonment, waarvan 61% mannelijk en 39% vrouwelijk is. De plaats heeft een alfabetiseringsgraad van 74%.